# Dorian Electra

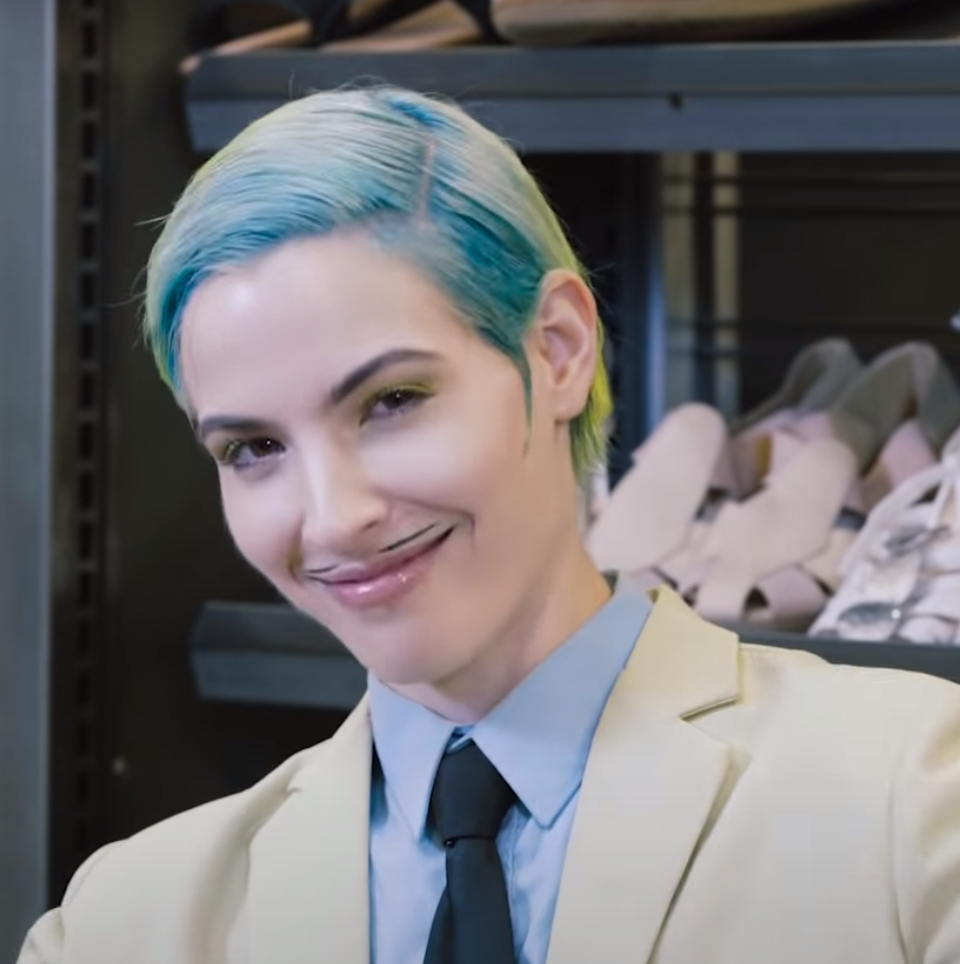
Dorian Electra (2018)

Dorian Electra, Künstlername von Dorian Electra Fridkin Gomberg (* 25. Juni 1992 in Houston, Texas), ist eine US-amerikanische nichtbinäre Person, die auf den Gebieten Singer-Songwriting und Videokunst tätig ist. Dorian Electras musikalisches Schaffen verbindet Elektropop mit verschiedenen anderen Stilrichtungen. Das selbstveröffentlichte Debütalbum Flamboyant erschien im Juli 2019.

## Leben
Dorian Electra, von den Eltern nach der Romanfigur Dorian Gray benannt, kam 1992 als Kind eines Immobilienmaklers und einer Künstlerin in Houston zur Welt. Das Paar ließ sich scheiden, als Dorian fünf Jahre alt war. Vater Paul Gomberg ist Hobbymusiker und in Houston als „Rockstar Realtor“ bekannt. Mutter Paula Fridkin arbeitet als Schmuckdesignerin und war als Sängerin und Musicaldarstellerin aktiv. Electra kam im Kindesalter mit der Lieblingsmusik der Eltern (darunter Alice Cooper, David Bowie, Madonna und U2) in Berührung und besuchte mit Vater Paul mehrere Konzerte der Rolling Stones. Dabei identifizierte sich Electra vor allem mit männlichen Künstlern und bewunderte das Androgyne. Electra absolvierte eine Montessorischule in Houston und studierte danach am Shimer College, einer Hochschule mit Literaturschwerpunkt in Chicago.
 Persönliches
Dorian Electra identifiziert sich als transgender und genderfluid; Electra verwendet als Pronomen im Englischen das geschlechtsneutrale they/them.
Bei Electra wurde eine ADHS diagnostiziert.

## Karriere
Dorian Electra begann im Alter von 14 Jahren mit einem Keyboard und der Software GarageBand mit dem Musikmachen. Von einem Highschool-Aufsatz inspiriert, entstand 2010 eines der ersten Videos mit dem Titel I’m in Love with Friedrich Hayek. Auf dem College vertiefte Electra die musikalische Arbeit und war nebenbei professionell im Striptease tätig. Neben Songs als Gedankenexperimenten entstand eine Webserie, in der Electra einen Autoverkäufer namens Don Bogman mimt. Danach arbeitete Electra für die an junge Frauen adressierte Lifestyle-Website Refinery29. Vorgesetzte wurden auf Dorians Musik aufmerksam und ließen eine Reihe von Songs mit dem Schwerpunkt Sex Education produzieren. Das Ergebnis waren 2016 mehrere humorige Titel samt Videos zu Themen wie Geschichte des Feminismus, Drag, Vibratoren oder High Heels.
Durch die Arbeit für R29 lernte Electra viele verschiedene Künstler kennen, mit denen daraufhin zusammengearbeitet wurde. 2017 war Electra auf dem Track Femmebot der britischen Musikerin Charli XCX zu hören. Im Juni 2018 erschien auf dem YouTube-Kanal ein vielbeachtetes Video zu Career Boy. Nach einem Kurzauftritt im Musikvideo zu Best Friend’s Ass von Dimitri Vegas & Like Mike vs. Paris Hilton folgte am 17. Juli 2019 das selbstveröffentlichte Debütalbum Flamboyant. Das 31 Minuten lange Werk entstand mithilfe eines Teams aus Songwritern und Produzenten und erhielt Kritikerlob, unter anderem von Anthony Fantano. Ab September begleitete Dorian Electra Charli XCX zu ausgewählten Konzerten auf ihrer Tournee durch die USA und Europa.
Am 16. Oktober 2020 erschien Electras zweites selbstveröffentlichtes Studioalbum My Agenda, das unter anderem Features mit Rebecca Black, Pussy Riot und den Village People enthält. Das Konzeptalbum thematisiert aktuelle soziokulturelle Phänomene rund um Geschlechterfragen, sexuelle Identitäten, Maskulinität und Feminität sowie Internetkulturen und -memes und untersucht die „crisis in masculinity“ aus einer queeren Perspektive. Dabei verkörpert Electra in Form des lyrischen Ichs sowie in Musikvideos zu den Titeln Edgelord, Gentleman, M'Lady, Ram It Down, F The World, Sorry Bro (I Love You) und dem titelgebenden My Agenda diverse Rollen und Charaktere verschiedener Subkulturen. Genretechnisch kann das Album in die Kategorien Hyperpop, Experimental Pop, Nu Metal und Dubstep mit Elementen und Stilmitteln aus Heavy Metal, EDM oder Trap eingeordnet werden und spiegelt somit auch musikalisch die diskutierten Themen rund um unterschiedliche gesellschaftliche Spektren wider.
Im Jahr 2021 war Electra mit Replay (Dorian Electra Remix) auf dem Remixalbum Dawn of Chromatica der Künstlerin Lady Gaga vertreten. Electra bediente sich bei dem Remix unter anderem erneut an Elementen des Heavy Metal und nutzte „dramatischen Gesang“ und „bedrohliche Growls“ für einen theatralischen Sound.

## Stil
Dorian Electras musikalisches Werk ist durch einen Mix elektronischer Popmusik mit anderen Genres wie Baroque Pop, Dubstep, Queercore oder R&B gekennzeichnet. Textlich weicht Electra von den universellen Themen Liebe und Verlust ab und setzt stattdessen feministische und philosophische Schwerpunkte. Electra wurde laut eigenen Angaben auf der Highschool mit der Ideologie des Libertarismus indoktriniert und verarbeitete diese in frühen Liedern, wandte sich aber später davon ab. Electra geht beim Songwriting analytisch vor und schreibt Lieder wie Essays, wobei die Thesis oft zum Refrain wird. Fast immer kommen humoristische Reime zum Einsatz, etwa im Titel High Heels, der die Ablehnung hoher Absätze mit der Französischen Revolution zusammenbringt: „Monarchy is so last season / The feet of the elite smell like treason.“
Jeder Song entsteht mit einem visuellen Konzept im Hinterkopf, weshalb besonders viel Wert auf die qualitativ hochwertig produzierten Musikvideos gelegt wird. Dabei sind satirische und parodistische Elemente, die Electra als Werkzeuge im Kampf gegen Unterdrückung sieht, von großer Bedeutung. Die meisten der seit 2016 erschienenen Videos spielen mit den Geschlechterrollen, so etwa Man to Man, in dem Electra kostümiert als Boxer, Matador oder Ritter verschiedene Stereotype toxischer Maskulinität karikiert. Flamboyant hingegen steht als Ode an das Extravagante und enthält allerlei anachronistische Anspielungen. Daze beschrieb das Video als „Sofia-Coppola-Film auf einem schwulen Raumschiff voller Plüschsofas und Kronleuchtern“. Mit Career Boy, in dem ein Büroangestellter die beinahe erotische Beziehung zu seiner Arbeit zur Schau stellt und nach dem Burn-out durch eine Kaffee-Infusion wiederbelebt werden muss, wollte Electra ein Stück Wall Street aufgreifen und queer machen. Ein Running Gag der Videos besteht darin, dass sich Dorian selbst mit einer Flasche oder einem anderen Glasgefäß auf den Kopf schlägt.
Optisches Markenzeichen von Electra ist seit einem Fotoshooting ein dünner, aufgeschminkter Schnurrbart. Daze nannte Electra „Liberace of Fantasy pop music“. Dorian Electra macht vor allem die eigene queere Geschlechtsidentität immer wieder zum Thema. Gegenüber dem Guardian gab Electra an, sich nicht als Frau zu fühlen, die sich wie ein Mann anzieht (Dragking), und nannte die Antwort auf die Identitätsfrage „komplexer“.

“My art has allowed me to express who I already was, but more than that, I’m becoming who I am every day through my art.”

„Meine Kunst hat es mir erlaubt, auszudrücken, wer ich bereits war und mehr noch, ich werde jeden Tag, wer ich bin durch meine Kunst.“

## Diskografie
Studioalben
- 2019: Flamboyant
- 2020: My Agenda
- 2023: Fanfare

Singles
- 2016: Clitopia
- 2016: Mind Body Problem
- 2016: Vibrator
- 2016: High Heels
- 2016: Drag (feat. Imp Queen, Lucy Stoole, Eva Young, The Vixen & London Jade)
- 2017: Jackpot
- 2018: VIP (feat. K Rizz)
- 2018: Career Boy
- 2018: Man to Man
- 2019: Flamboyant
- 2019: Daddy Like
- 2019: Adam & Steve
- 2020: Guyliner
- 2020: Sorry Bro (I Love You)
- 2020: Give Great Thanks
- 2020: Gentleman / M'Lady
- 2020: Edgelord
- 2020: F The World
- 2021: Ram It Down
- 2021: My Agenda

Gastbeiträge (Auswahl)
- 2017: Femmebot (Charli XCX feat. Dorian Electra & Mykki Blanco)
- 2018: Open My Eyes (Ravenna Golden feat. Dorian Electra)
- 2020: Gec 2 Ü (Remix) (100 Gecs feat. Dorian Electra)
- 2021: Toxic (Pussy Riot feat. Dorian Electra)
- 2021: Replay (Dorian Electra Remix) (Lady Gaga feat. Dorian Electra)

Musikvideos (Auswahl)
- 2010: I’m in Love with Friedrich Hayek
- 2011: Roll with the Flow
- 2011: We Got It 4 Cheap
- 2011: Party Milk
- 2012: Fast Ca$h
- 2015: Forever Young: A Love Song to Ray Kurzweil
- 2016: What Mary Didn’t Know
- 2016: Ode to the Clitoris
- 2016: Mind Body Problem
- 2016: The History of Vibrators
- 2016: Dark History of High Heels
- 2016: 2000 Years of Drag
- 2017: Control
- 2017: Jackpot
- 2018: Career Boy
- 2018: V.I.P.
- 2018: Man to Man
- 2019: Flamboyant
- 2019: Daddy Like
- 2019: Adam & Steve
- 2020: Guyliner
- 2020: Sorry Bro (I Love You)
- 2020: Give Great Thanks
- 2020: Gentleman / M'Lady
- 2020: Edgelord
- 2020: F The World
- 2021: Ram It Down
- 2021: My Agenda